# Wytrzeszczka tarczówkowa
Wytrzeszczka tarczówkowa (Astata boops) – gatunek owada z rodziny grzebaczowatych. 
Występowanie
Występuje w Europie, również w Polsce, jest niezbyt rzadka. Najczęściej można ją spotkać od czerwca do września, zazwyczaj występuje na piaszczystych terenach, przydrożach.
Morfologia
Ma długość 10–12 mm, jest jednym z drobniejszych przedstawicieli tej rodziny. Budowa ciała dość krępa. U samca oczy złożone stykają się na wierzchu głowy.
Tryb życia
Jak wszystkie grzebaczowate poluje na owady i paraliżuje je jadem. Jako swoje ofiary wybiera wyłącznie larwy pluskwiaków z rodziny tarczówkowatych. Zazwyczaj w jednej komorze lęgowej składa po kilka upolowanych larw, a wylatując z gniazda zasypuje jego otwór. Ze sparaliżowaną larwą przefruwa do wykonanego przez siebie gniazda w ziemi i składa ją tuż koło zasypanego otworu gniazda. Odkopuje otwór, wpełza do gniazda głową naprzód, a po chwili wysuwa z gniazda głowę i wciąga do niego larwę. Ofiara jest sparaliżowana i nie może uciec, jednak przez kilka tygodni pozostaje przy życiu zapewniając potomstwu wytrzyszczki pożywienie.
Postać dorosła żywi się nektarem kwiatów.